# Coupe de Suisse de hockey sur glace 2015-2016
Navigation
2014-2015 2016-2017
La Coupe de Suisse de hockey sur glace 2015-2016 est la 13e édition de cette compétition de hockey sur glace organisée par la Fédération suisse de hockey sur glace. 32 équipes y prennent part : les 12 clubs de Ligue nationale A, les 10 clubs de Ligue nationale B et 10 clubs de 1re ligue. La Coupe a débuté le 30 septembre 2015 et s'est terminée le 3 février 2016 avec la victoire en finale des ZSC Lions sur le Lausanne HC, pour leur troisième titre dans la compétition.

## Formule
La compétition se déroule en 5 tours. Les vainqueurs d'un tour se qualifient directement pour le prochain tour. Des matches de pré-qualification ont lieu pour déterminer quelles équipes de 1re ligue, voire 2e ligue entrent dans le tableau principal.
Le temps de jeu réglementaire pour tous les matchs est de 60 minutes (3 x 20 minutes).
S'il y a égalité après 60 minutes de jeu, une prolongation de 5 minutes est jouée en seizièmes, huitièmes, quarts et demi-finales, avec 4 joueurs de champ plus un gardien pour chaque équipe (si aucune pénalité n'est en cours), sans nettoyage préalable de la glace. L'équipe qui marque le premier but lors de la prolongation remporte la partie.
En finale, une prolongation de 20 minutes est jouée, avec 5 joueurs de champ plus un gardien pour chaque équipe (si aucune pénalité n'est en cours). L'équipe qui marque le premier but lors de la prolongation remporte la partie.
Si le score est toujours égal après la prolongation, il est immédiatement procédé à une séance de tirs au but avec cinq joueurs de chaque équipe figurant sur le rapport de match officiel.

## Participants et primes
| Ligue nationale A (LNA) | Ligue nationale B (LNB) | 1re ligue (1L)           |
| ----------------------- | ----------------------- | ------------------------ |
| HC Ambrì-Piotta         | HC Ajoie                | HC Berthoud              |
| CP Berne                | HC La Chaux-de-Fonds    | EHC Brandis              |
| HC Bienne               | GCK Lions               | HC Coire                 |
| HC Davos                | SC Langenthal           | EHC Dübendorf            |
| HC Fribourg-Gottéron    | HC Olten                | SC Lyss                  |
| Genève-Servette HC      | Rapperswil-Jona Lakers  | Forward Morges HC        |
| Kloten Flyers           | HC Red Ice              | EHC Wiki-Münsingen       |
| SC Langnau Tigers       | HC Thurgovie            | HC université Neuchâtel  |
| Lausanne HC             | HC Viège                | HC Sion-Nendaz 4 Vallées |
| HC Lugano               | EHC Winterthour         | SC Weinfelden            |
| EV Zoug                 |                         |                          |
| ZSC Lions               |                         |                          |

| Tour                | Prime (francs suisses) | Prime cumulée (francs suisses) |
| ------------------- | ---------------------- | ------------------------------ |
| Seizièmes de finale | 20 000                 | 20 000                         |
| Huitièmes de finale | 20 000                 | 40 000                         |
| Quarts de finale    | 25 000                 | 65 000                         |
| Demi-finales        | 40 000                 | 105 000                        |
| Finaliste           | 60 000                 | 165 000                        |
| Vainqueur           | 120 000                | 225 000                        |
| Dotation totale     | 1 500 000              |                                |

## Nombre d'équipes par ligue et par tour
| Ligue/Manche       | Seizièmes de finale | Huitièmes de finale | Quarts de finale | Demi- finales | Finale |
| ------------------ | ------------------- | ------------------- | ---------------- | ------------- | ------ |
| LNA 12 clubs       | 12                  | 11                  | 6                | 4             | 2      |
| LNB 10 clubs       | 10                  | 4                   | 2                | Aucun         | Aucun  |
| 1re ligue 10 clubs | 10                  | 1                   | Aucun            | Aucun         | Aucun  |
| Total              | 32                  | 16                  | 8                | 4             | 2      |

## Résultats

### Seizièmes de finale
Le tirage au sort des seizièmes de finale a eu lieu le 29 avril 2015. Pour ce 1er tour, les équipes ont été réparties en quatre groupes géographiques : Ouest, central, central/Sud-Est et Est.
| 30 septembre 2015 | HC Coire 1L | 2-9 (0-3, 0-4, 2-2) | LNA ZSC Lions | HS Obere Au, Coire 5 029 spectateurs |

| Feuille de match    | Feuille de match                                               | Feuille de match                            | Feuille de match | Feuille de match |
| ------------------- | -------------------------------------------------------------- | ------------------------------------------- | --- | ---------------- |
|                     | Y. Bucher (S. Scherrer) — 55 min 40 s P. Bigliel — 58 min 58 s | 0-1 0-2 0-3 0-4 0-5 0-6 0-7 0-8 0-9 1-9 2-9 | P. Geering — 4 min 47 s A. Matthews (M. Trachsler, F. Herzog) — 12 min 40 s C. Hächler (R. Wick, A. Matthews) — 19 min 8 s R. Schäppi (P. Suter, M. Künzle) — 21 min 7 s M. Künzle (R. Nilsson) — 29 min 5 s K. Foucault (P. Geering) — 30 min 58 s (SN) R. Wick (P. Baltisberger, F. Herzog) — 32 min 36 s F. Herzog (C. Hächler, P. Bärtschi) — 41 min 35 s (2 SN) K. Foucault (R. Nilsson) — 49 min 17 s |                  |
| Leon-Vincent Sarkis | Gardiens                                                       | Urban Leimbacher                            | |                  |
| 6 min               | Pénalités                                                      | 6 min                                       | |                  |
|                     |                                                                |                                             | |                  |

| 30 septembre 2015 | SC Weinfelden 1L | 2-5 (0-1, 2-1, 3-0) | LNB Rapperswil-Jona Lakers | Güttingersreuti, Weinfelden 522 spectateurs |

| Feuille de match | Feuille de match                                          | Feuille de match            | Feuille de match | Feuille de match |
| ---------------- | --------------------------------------------------------- | --------------------------- | --- | ---------------- |
|                  | D. Senn — 31 min 9 s M. Moser (J. Blasbalg) — 39 min 17 s | 0-1 0-2 1-2 2-2 2-3 2-4 2-5 | A. Rizzello — 2 min 59 s R. Schlagenhauf (A. Rizzello) — 24 min 25 s (SN) R. Kuonen (A. Clark) — 50 min 33 s R. Kuonen (J. Vogel, A. Clark) — 57 min 30 s M. Hügli — 59 min 34 s |                  |
| Lars Lenze       | Gardiens                                                  | Melvin Nyffeler             | |                  |
| 4 min            | Pénalités                                                 | 10 min                      | |                  |
|                  |                                                           |                             | |                  |

| 29 septembre 2015 | HC Thurgovie LNB | 1-5 (1-0, 0-1, 0-4) | LNA Kloten Flyers | Güttingersreuti, Weinfelden 1 273 spectateurs |

| Feuille de match | Feuille de match                              | Feuille de match        | Feuille de match | Feuille de match |
| ---------------- | --------------------------------------------- | ----------------------- | --- | ---------------- |
|                  | A. Küng (A. Wichser, S. Sterchi) — 2 min 21 s | 1-0 1-1 1-2 1-3 1-4 1-5 | P. Obrist (V. Praplan) — 35 min 13 s M. Bieber (C. Kolarik, P. Guggisberg) — 49 min 32 s (SN) C. Casutt (R. Lemm, S. Kellenberger) — 53 min 35 s M. Bieber (C. Kolarik, E. Gustafsson) — 56 min 59 s (SN) L. Frick (D. Hollenstein) — 58 min 56 s |                  |
| Dominic Nyffeler | Gardiens                                      | Martin Gerber           | |                  |
| 4 min            | Pénalités                                     | 6 min                   | |                  |
|                  |                                               |                         | |                  |

| 30 septembre 2015 | EHC Dübendorf 1L | 5-4 (pr) (2-1, 1-3, 1-0, 1-0) | LNA HC Davos | Im Chreis, Dübendorf 2 559 spectateurs |

| Feuille de match | Feuille de match | Feuille de match | Feuille de match | Feuille de match |
| ---------------- | ---------------- | ---------------- | ---------------- | ---------------- |
|                  |                  |                  |                  |                  |
|                  |                  |                  |                  |                  |
|                  |                  |                  |                  |                  |
|                  |                  |                  |                  |                  |

| 30 septembre 2015 | HC Ajoie LNB | 8-4 (2-1, 3-0, 3-3) | LNB HC Red Ice | Patinoire du Voyeboeuf, Porrentruy 1 010 spectateurs |

| Feuille de match | Feuille de match | Feuille de match | Feuille de match | Feuille de match |
| ---------------- | ---------------- | ---------------- | ---------------- | ---------------- |
|                  |                  |                  |                  |                  |
|                  |                  |                  |                  |                  |
|                  |                  |                  |                  |                  |
|                  |                  |                  |                  |                  |

| 30 septembre 2015 | HC Sion-Nendaz 4 Vallées 1L | 1-2 (0-1, 1-1, 0-0) | LNB HC La Chaux-de-Fonds | Centre Sportif Anci, Sion 980 spectateurs |

| Feuille de match | Feuille de match | Feuille de match | Feuille de match | Feuille de match |
| ---------------- | ---------------- | ---------------- | ---------------- | ---------------- |
|                  |                  |                  |                  |                  |
|                  |                  |                  |                  |                  |
|                  |                  |                  |                  |                  |
|                  |                  |                  |                  |                  |

| 30 septembre 2015 | Forward Morges HC 1L | 1-6 (0-2, 0-2, 1-2) | LNA Lausanne HC | Patinoire des Eaux-Minérales, Morges 2 200 spectateurs |

| Feuille de match | Feuille de match | Feuille de match | Feuille de match | Feuille de match |
| ---------------- | ---------------- | ---------------- | ---------------- | ---------------- |
|                  |                  |                  |                  |                  |
|                  |                  |                  |                  |                  |
|                  |                  |                  |                  |                  |
|                  |                  |                  |                  |                  |

| 30 septembre 2015 | HC université Neuchâtel 1L | 2-10 (1-2, 1-3, 0-5) | LNA Genève-Servette HC | Patinoire du Littoral, Neuchâtel 1 287 spectateurs |

| Feuille de match | Feuille de match | Feuille de match | Feuille de match | Feuille de match |
| ---------------- | ---------------- | ---------------- | ---------------- | ---------------- |
|                  |                  |                  |                  |                  |
|                  |                  |                  |                  |                  |
|                  |                  |                  |                  |                  |
|                  |                  |                  |                  |                  |

| 30 septembre 2015 | EHC Winterthour LNB | 1-2 (0-1, 0-0, 1-1) | LNA HC Lugano | Eishalle Deutweg, Winterthour 2 198 spectateurs |

| Feuille de match | Feuille de match | Feuille de match | Feuille de match | Feuille de match |
| ---------------- | ---------------- | ---------------- | ---------------- | ---------------- |
|                  |                  |                  |                  |                  |
|                  |                  |                  |                  |                  |
|                  |                  |                  |                  |                  |
|                  |                  |                  |                  |                  |

| 29 septembre 2015 | HC Olten LNB | 2-3 (1-0, 0-2, 1-1) | LNA EV Zoug | Eisbahn Kleinholz, Olten 4 693 spectateurs |

| Feuille de match | Feuille de match | Feuille de match | Feuille de match | Feuille de match |
| ---------------- | ---------------- | ---------------- | ---------------- | ---------------- |
|                  |                  |                  |                  |                  |
|                  |                  |                  |                  |                  |
|                  |                  |                  |                  |                  |
|                  |                  |                  |                  |                  |

| 29 septembre 2015 | GCK Lions LNB | 1-4 (1-2, 0-0, 0-2) | LNA HC Ambrì-Piotta | KEK, Küsnacht 460 spectateurs |

| Feuille de match | Feuille de match | Feuille de match | Feuille de match | Feuille de match |
| ---------------- | ---------------- | ---------------- | ---------------- | ---------------- |
|                  |                  |                  |                  |                  |
|                  |                  |                  |                  |                  |
|                  |                  |                  |                  |                  |
|                  |                  |                  |                  |                  |

| 30 septembre 2015 | SC Langenthal LNB | 2-3 (1-0, 1-2, 0-1) | LNA CP Berne | Eishalle Schoren, Langenthal 4 500 spectateurs |

| Feuille de match | Feuille de match | Feuille de match | Feuille de match | Feuille de match |
| ---------------- | ---------------- | ---------------- | ---------------- | ---------------- |
|                  |                  |                  |                  |                  |
|                  |                  |                  |                  |                  |
|                  |                  |                  |                  |                  |
|                  |                  |                  |                  |                  |

| 30 septembre 2015 | SC Lyss 1L | 1-3 (0-1, 1-0, 0-2) | LNA HC Fribourg-Gottéron | Seelandhalle, Lyss 1 600 spectateurs |

| Feuille de match | Feuille de match                  | Feuille de match | Feuille de match                                                                                                | Feuille de match |
| ---------------- | --------------------------------- | ---------------- | --- | ---------------- |
|                  | F. Gerber (M. Dick) — 34 min 17 s | 0-1 1-1 1-2 1-3  | N. Marchon (S. Salminen, A. Bykov) — 7 min 19 s Z. Hamill (T. Vauclair) — 46 min 49 s S. Salminen — 59 min 52 s |                  |
| Andrin Vock      | Gardiens                          | Reto Lory        | |                  |
| 2 min            | Pénalités                         | 2 min            | |                  |
|                  |                                   |                  | |                  |

| 29 septembre 2015 | HC Berthoud 1L | 2-7 (1-3, 0-2, 1-2) | LNA SC Langnau Tigers | Localnet Arena, Berthoud 1 453 spectateurs |

| Feuille de match | Feuille de match | Feuille de match | Feuille de match | Feuille de match |
| ---------------- | ---------------- | ---------------- | ---------------- | ---------------- |
|                  |                  |                  |                  |                  |
|                  |                  |                  |                  |                  |
|                  |                  |                  |                  |                  |
|                  |                  |                  |                  |                  |

| 30 septembre 2015 | EHC Brandis 1L | 1-4 (1-1, 0-2, 0-1) | LNB HC Viège | Sporthalle Brünnli, Hasle bei Burgdorf 369 spectateurs |

| Feuille de match | Feuille de match | Feuille de match | Feuille de match | Feuille de match |
| ---------------- | ---------------- | ---------------- | ---------------- | ---------------- |
|                  |                  |                  |                  |                  |
|                  |                  |                  |                  |                  |
|                  |                  |                  |                  |                  |
|                  |                  |                  |                  |                  |

| 29 septembre 2015 | EHC Wiki-Münsingen 1L | 1-12 (0-4, 1-4, 0-4) | LNA HC Bienne | Sagibach, Wichtrach 1 487 spectateurs |

| Feuille de match | Feuille de match | Feuille de match | Feuille de match | Feuille de match |
| ---------------- | ---------------- | ---------------- | ---------------- | ---------------- |
|                  |                  |                  |                  |                  |
|                  |                  |                  |                  |                  |
|                  |                  |                  |                  |                  |
|                  |                  |                  |                  |                  |

### Huitièmes de finale
Le tirage au sort a eu lieu le 1er octobre 2015. Les équipes de ligues inférieures ont automatiquement l'avantage de la glace.
| 27 octobre 2015 | CP Berne LNA | 8-3 (2-0, 4-2, 0-0) | LNA EV Zoug | PostFinance Arena, Berne 13 856 spectateurs |

| Feuille de match         | Feuille de match | Feuille de match                            | Feuille de match | Feuille de match                                             |
| ------------------------ | --- | ------------------------------------------- | --- | ------------------------------------------------------------ |
|                          | P. Berger (M. Plüss, B. Gerber) — 9 min 27 s M. Müller — 17 min 31 s B. Gerber (M. Plüss, R. Untersander) — 25 min 59 s M. Plüss (P. Berger) — 32 min 15 s T. Helbling (M. Plüss, S. Moser) — 33 min 41 s (SN) T. Scherwey (C. Conacher) — 35 min 22 s D. Roy (T. Scherwey, T. Smith) — 42 min T. Smith (A. Berger) — 58 min 17 s | 1-0 2-0 3-0 3-1 3-2 4-2 5-2 6-2 7-2 8-2 8-3 | R. Suri (J. Holden) — 26 min 49 s (IN) F. Schnyder (J. Immonen, D. Lammer) — 29 min 43 s R. Suri — 58 min 58 s (SN) | Arbitrage : M. Vinnerborg, T. Wehrli F. Espinoza, R. Kaderli |
| M. Bührer J. Schwendener | Gardiens | T. Stephan N. Bader                         | | Arbitrage : M. Vinnerborg, T. Wehrli F. Espinoza, R. Kaderli |
| 4 min                    | Pénalités | 6 min                                       | | Arbitrage : M. Vinnerborg, T. Wehrli F. Espinoza, R. Kaderli |
|                          | |                                             | | Arbitrage : M. Vinnerborg, T. Wehrli F. Espinoza, R. Kaderli |

| 27 octobre 2015 | HC Bienne LNA | 3-2 (pr) (1-0, 1-1, 0-1, 1-0) | LNA Genève-Servette HC | Tissot Arena, Bienne 2 828 spectateurs |

| Feuille de match | Feuille de match | Feuille de match | Feuille de match | Feuille de match |
| ---------------- | ---------------- | ---------------- | ---------------- | ---------------- |
|                  |                  |                  |                  |                  |
|                  |                  |                  |                  |                  |
|                  |                  |                  |                  |                  |
|                  |                  |                  |                  |                  |

| 27 octobre 2015 | EHC Dübendorf 1L | 2-7 (1-4, 0-1, 1-2) | LNB HC Viège | Im Chreis, Dübendorf 1 746 spectateurs |

| Feuille de match | Feuille de match | Feuille de match | Feuille de match | Feuille de match |
| ---------------- | ---------------- | ---------------- | ---------------- | ---------------- |
|                  |                  |                  |                  |                  |
|                  |                  |                  |                  |                  |
|                  |                  |                  |                  |                  |
|                  |                  |                  |                  |                  |

| 27 octobre 2015 | Rapperswil-Jona Lakers LNB | 3-2 (0-1, 1-0, 2-1) | LNA HC Lugano | Diners Club Arena, Rapperswil-Jona 3 049 spectateurs |

| Feuille de match | Feuille de match | Feuille de match | Feuille de match | Feuille de match |
| ---------------- | ---------------- | ---------------- | ---------------- | ---------------- |
|                  |                  |                  |                  |                  |
|                  |                  |                  |                  |                  |
|                  |                  |                  |                  |                  |
|                  |                  |                  |                  |                  |

| 27 octobre 2015 | HC Ajoie LNB | 3-4 (1-0, 0-2, 2-2) | LNA Kloten Flyers | Patinoire du Voyeboeuf, Porrentruy 1 524 spectateurs |

| Feuille de match | Feuille de match | Feuille de match | Feuille de match | Feuille de match |
| ---------------- | ---------------- | ---------------- | ---------------- | ---------------- |
|                  |                  |                  |                  |                  |
|                  |                  |                  |                  |                  |
|                  |                  |                  |                  |                  |
|                  |                  |                  |                  |                  |

| 28 octobre 2015 | HC La Chaux-de-Fonds LNB | 2-3 (TB) (1-1, 1-1, 0-0, 0-0) | LNA HC Ambrì-Piotta | Patinoire des Mélèzes, La Chaux-de-Fonds 3 012 spectateurs |

| Feuille de match | Feuille de match | Feuille de match | Feuille de match | Feuille de match |
| ---------------- | ---------------- | ---------------- | ---------------- | ---------------- |
|                  |                  |                  |                  |                  |
|                  |                  |                  |                  |                  |
|                  |                  |                  |                  |                  |
|                  |                  |                  |                  |                  |

| 28 octobre 2015 | Lausanne HC LNA | 2-1 (1-0, 0-1, 1-0) | LNA HC Fribourg-Gottéron | Patinoire de Malley, Lausanne 1 868 spectateurs |

| Feuille de match | Feuille de match | Feuille de match | Feuille de match | Feuille de match |
| ---------------- | ---------------- | ---------------- | ---------------- | ---------------- |
|                  |                  |                  |                  |                  |
|                  |                  |                  |                  |                  |
|                  |                  |                  |                  |                  |
|                  |                  |                  |                  |                  |

| 28 octobre 2015 | ZSC Lions LNA | 4-2 (0-1, 1-0, 3-1) | LNA SC Langnau Tigers | Hallenstadion, Zurich 2 085 spectateurs |

| Feuille de match | Feuille de match | Feuille de match | Feuille de match | Feuille de match |
| ---------------- | ---------------- | ---------------- | ---------------- | ---------------- |
|                  |                  |                  |                  |                  |
|                  |                  |                  |                  |                  |
|                  |                  |                  |                  |                  |
|                  |                  |                  |                  |                  |

### Quarts de finale
Le tirage au sort a eu lieu le 29 octobre 2015. Fait insolite, il a dû être effectué deux fois, car une équipe non-qualifiée avait été placée dans l'une des huit boules du tirage. Les équipes de ligues inférieures ont automatiquement l'avantage de la glace.
| 24 novembre 2015 | HC Bienne LNA | 2-3 (TB) (1-1, 1-0, 0-1, 0-0) | LNA Kloten Flyers | Tissot Arena, Bienne 3 191 spectateurs |

| Feuille de match | Feuille de match | Feuille de match | Feuille de match | Feuille de match                                                           |
| ---------------- | ---------------- | ---------------- | ---------------- | -------------------------------------------------------------------------- |
|                  |                  |                  |                  | Arbitrage : Stefan Eichmann, Marcus Vinnerborg Cedric Borga, Nicolas Fluri |
|                  |                  |                  |                  |                                                                            |
|                  |                  |                  |                  |                                                                            |
|                  |                  |                  |                  |                                                                            |

| 24 novembre 2015 | Rapperswil-Jona Lakers LNB | 2-3 (TB) (1-2, 1-0, 0-0, 0-0) | LNA Lausanne HC | Diners Club Arena, Rapperswil-Jona 3 518 spectateurs |

| Feuille de match | Feuille de match | Feuille de match | Feuille de match | Feuille de match |
| ---------------- | ---------------- | ---------------- | ---------------- | ---------------- |
|                  |                  |                  |                  |                  |
|                  |                  |                  |                  |                  |
|                  |                  |                  |                  |                  |
|                  |                  |                  |                  |                  |

| 25 novembre 2015 | HC Viège LNB | 2-3 (TB) (1-1, 1-1, 0-0, 0-0) | LNA CP Berne | Litterna-Halle, Viège 4 300 spectateurs |

| Feuille de match | Feuille de match | Feuille de match | Feuille de match | Feuille de match |
| ---------------- | ---------------- | ---------------- | ---------------- | ---------------- |
|                  |                  |                  |                  |                  |
|                  |                  |                  |                  |                  |
|                  |                  |                  |                  |                  |
|                  |                  |                  |                  |                  |

| 25 novembre 2015 | ZSC Lions LNA | 5-2 (1-0, 3-2, 1-0) | LNA HC Ambrì-Piotta | Hallenstadion, Zurich 1 921 spectateurs |

| Feuille de match | Feuille de match | Feuille de match | Feuille de match | Feuille de match |
| ---------------- | ---------------- | ---------------- | ---------------- | ---------------- |
|                  |                  |                  |                  |                  |
|                  |                  |                  |                  |                  |
|                  |                  |                  |                  |                  |
|                  |                  |                  |                  |                  |

### Demi-finales
Le tirage au sort a eu lieu le 26 novembre 2015. Les ZSC Lions, comme l'an dernier, auraient dû bénéficier de l'avantage de la patinoire, mais le Hallenstadion n'étant à nouveau pas disponible, le match se déroule à la PostFinance-Arena de Berne.
| 5 janvier 2016 | Lausanne HC LNA | 4-3 (1-0, 3-2, 0-1) | LNA Kloten Flyers | Patinoire de Malley, Lausanne 2 970 spectateurs |

| Feuille de match | Feuille de match | Feuille de match | Feuille de match | Feuille de match |
| ---------------- | ---------------- | ---------------- | ---------------- | ---------------- |
|                  |                  |                  |                  |                  |
|                  |                  |                  |                  |                  |
|                  |                  |                  |                  |                  |
|                  |                  |                  |                  |                  |

| 6 janvier 2016 | CP Berne LNA | 3-5 (2-0, 1-3, 0-2) | LNA ZSC Lions | PostFinance-Arena, Berne 15 283 spectateurs |

| Feuille de match | Feuille de match | Feuille de match | Feuille de match | Feuille de match |
| ---------------- | ---------------- | ---------------- | ---------------- | ---------------- |
|                  |                  |                  |                  |                  |
|                  |                  |                  |                  |                  |
|                  |                  |                  |                  |                  |
|                  |                  |                  |                  |                  |

### Finale
Aucun tirage au sort n'a été nécessaire pour déterminer le lieu de la finale, le Hallenstadion des ZSC Lions n'étant pas disponible le jour de la finale. Elle se déroule donc à la Patinoire de Malley à Lausanne.
| 3 février 2016 | Lausanne HC LNA | 1-4 (0-1, 1-1, 0-2) | LNA ZSC Lions | Patinoire de Malley, Lausanne 7 600 spectateurs |

| Feuille de match | Feuille de match                                        | Feuille de match    | Feuille de match | Feuille de match                                                            |
| ---------------- | ------------------------------------------------------- | ------------------- | --- | --------------------------------------------------------------------------- |
|                  | H. Pesonen (J. Gobbi, N. Danielsson) — 23 min 25 s (SN) | 0-1 0-2 1-2 1-3 1-4 | J. Neuenschwander — 8 min 31 s D. Rundblad — 20 min 34 s R. Schäppi (A. Matthews, R. Nilsson) — 57 min 59 s (CV) R. Nilsson (A. Matthews, M. Seger) — 59 min 35 s | Arbitrage : Danny Kurmann Marcus Vinnerborg Gilles Mauron Michael Tscherrig |
| Cristobal Huet   | Gardiens                                                | Niklas Schlegel     | | Arbitrage : Danny Kurmann Marcus Vinnerborg Gilles Mauron Michael Tscherrig |
| 8 min            | Pénalités                                               | 6 min               | | Arbitrage : Danny Kurmann Marcus Vinnerborg Gilles Mauron Michael Tscherrig |
|                  |                                                         |                     | | Arbitrage : Danny Kurmann Marcus Vinnerborg Gilles Mauron Michael Tscherrig |

### Feuilles de match

#### Seizièmes de finale
1. ↑  Coire - ZSC Lions
2. ↑  Weinfelden - RJ Lakers
3. ↑  Thurgovie - Kloten Flyers
4. ↑  Dübendorf - Davos
5. ↑  Ajoie - Red Ice Martigny
6. ↑  Sion-Nedaz 4 Vallées - La Chaux-de-Fonds
7. ↑  Forward Morges - Lausanne
8. ↑  université Neuchâtel - Genève-Servette
9. ↑  Winterthour - Lugano
10. ↑  Olten - Zoug
11. ↑  GCK Lions - Ambrì-Piotta
12. ↑  Langenthal - Berne
13. ↑  Lyss - Fribourg-Gottéron
14. ↑  Berthoud - SCL Tigers
15. ↑  Brandis - Viège
16. ↑  Wiki-Münsingen - Biel/Bienne

#### Huitièmes de finale
1. ↑  Berne - Zoug
2. ↑  Biel/Bienne - Genève-Servette
3. ↑  Dübendorf - Viège
4. ↑  RJ Lakers - Lugano
5. ↑  Ajoie - Kloten Flyers
6. ↑  La Chaux-de-Fonds - Ambrì-Piotta
7. ↑  Lausanne - Fribourg-Gottéron
8. ↑  ZSC Lions - SCL Tigers

#### Quarts de finale
1. ↑  Bienne - Kloten Flyers
2. ↑  RJ Lakers - Lausanne
3. ↑  Viège - Berne
4. ↑  ZSC Lions - Ambrì-Piotta

#### Demi-finales
1. ↑  Lausanne - Kloten
2. ↑  Berne - Zurich

#### Finale
1. ↑  Lausanne - Zurich